# Borovice sibiřská
Borovice sibiřská (Pinus sibirica) je druh borovice, vyskytující se v oblasti Sibiře. V některých zdrojích bývá považována za pouhý poddruh borovice limby (Pinus cembra subsp. sibirica). V ČR se nalézá pouze vzácně ve sbírkách některých arboret.

## Rozšíření
Roste převážně na Sibiři, v oblasti vymezené pohořím Ural na západě a Stanovým pohořím na Dálném východě; na severu její areál zasahuje k 68. rovnoběžce u Igarky a na jihu po centrální Mongolsko a sever Kazachstánu. Část areálu zasahuje i do evropské oblasti Ruska. Zatímco na severu areálu osidluje především nižší polohy, směrem na jih se stává vysokohorským stromem, který roste i v nadmořských výškách kolem 1000–2400 m a mnohde tvoří horní hranici lesa. Preferuje aluvia řek, ale roste i na svazích s hlubokou půdou, na nichž vytváří souvislé porosty; v rovinatých oblastech roste společně s ostatními jehličnany (jedle sibiřská, smrk sibiřský, modříny).

## Popis
Je to mohutný jehličnatý strom dorůstající výšky 30–40 metrů, s rovným kmenem, který může dosáhnout průměru až 1,5 metru. Roste pomalu, zato se dožívá vysokého stáří (udává se rozmezí 400–850 let). Borka na kmeni je v mládí hladká, později šupinatě odlupčivá. Jako ostatní druhy podrodu Strobus a sekce Quinquefoliae má jehlice po pěti ve svazečku s opadavou pochvou. Jsou dlouhé 5–12 cm a na větvičce jsou hustě nahloučené, takže koruna stromu působí kompaktním dojmem. Šišky jsou dlouhé 5–9 cm, nezralé mají fialovou barvu, při dozrání hnědnou. Otevírají se po opadu na zem a obsahují velká neokřídlená semena, na jejichž šíření se podílejí mnozí živočichové, např. ořešník kropenatý a burunduk.
Od velice podobné borovice limby se borovice sibiřská liší mohutnějším vzrůstem, většími šiškami, delšími jehlicemi, které mají tři pryskyřičné kanálky na rozdíl od dvou u limby, a tenčí slupkou jádra semene. Sterilní jedinci rostoucí v kultuře jsou od sebe ovšem rozeznatelní velice těžko.

## Využití
Borovice sibiřská je oblíbeným okrasným stromem v parcích a větších zahradách všude tam, kde vládne drsné, chladné klima; mimo svůj původní areál např. v centrální Kanadě. Je mrazuvzdorná až do −60 °C a dobře odolává i větrné expozici. Využívá se též dřevo.
Semena se v Rusku sklízejí a prodávají jako „cedrové oříšky“ (Кедровые орехи). Ty se kromě přímé konzumace užívají též v cukrářství, k lisování oleje nebo jako dochucovadlo alkoholického nápoje kedrovka. Samotný strom je v Rusku nazýván „sibiřský cedr“ (Сибирский кедр), což může vést k nedorozuměním vzhledem k tomu, že s rodem cedr nemá tento strom nic společného.
Na desky ze dřeva borovice sibiřské se v minulosti malovaly ikony. Strom požíval značné vážnosti v tradicích původních sibiřských národů, které mu přisuzovaly velkou duchovní sílu a uctívaly jej jako posvátný. Ústřední roli hraje též v rodnověrském novopohanském směru „Zvonící cedry Ruska“ (známý též jako anastasianismus), založeném na stejnojmenné sérii spisů Vladimira Megreho.

## Galerie

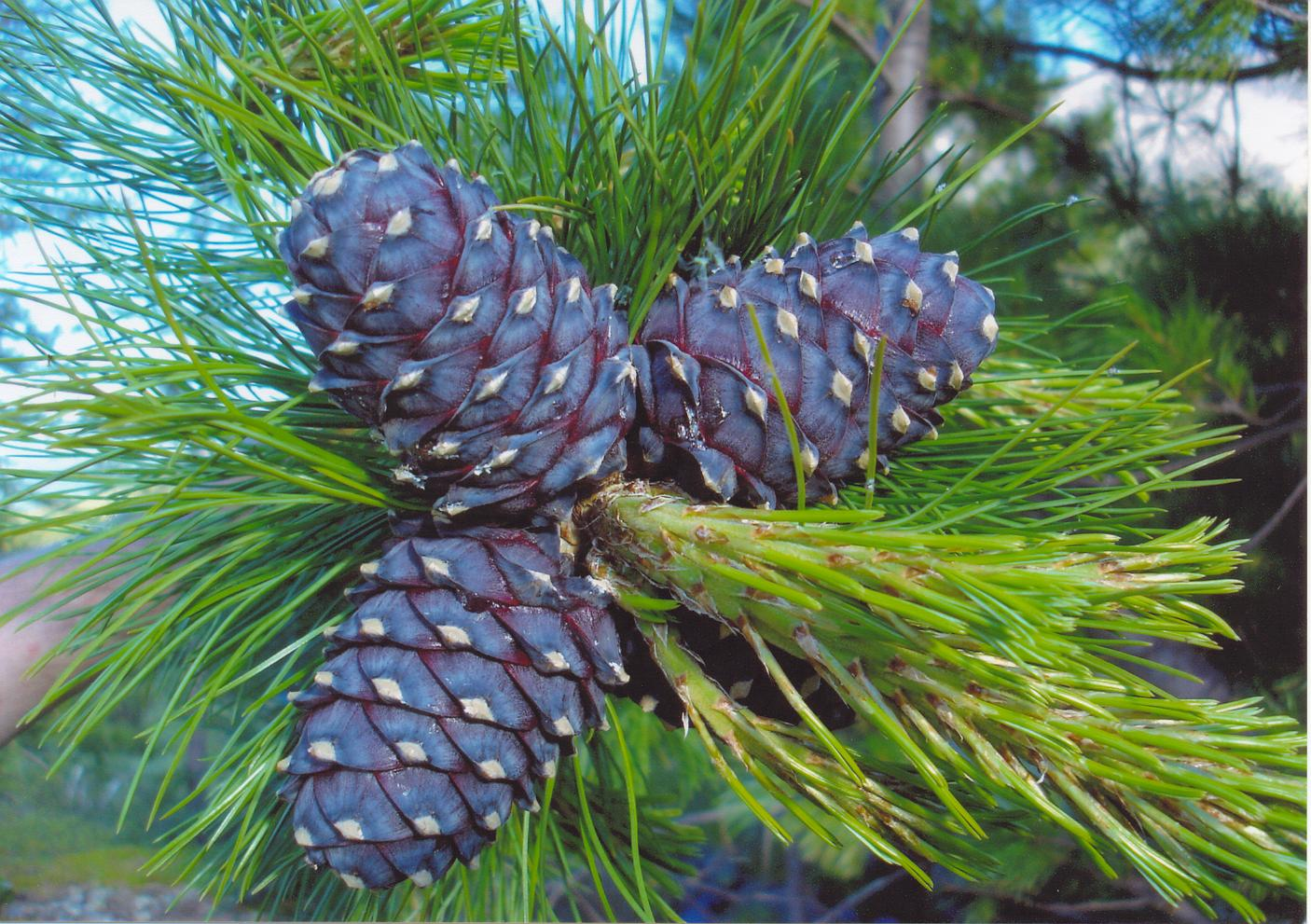
Detail šišek a jehlic
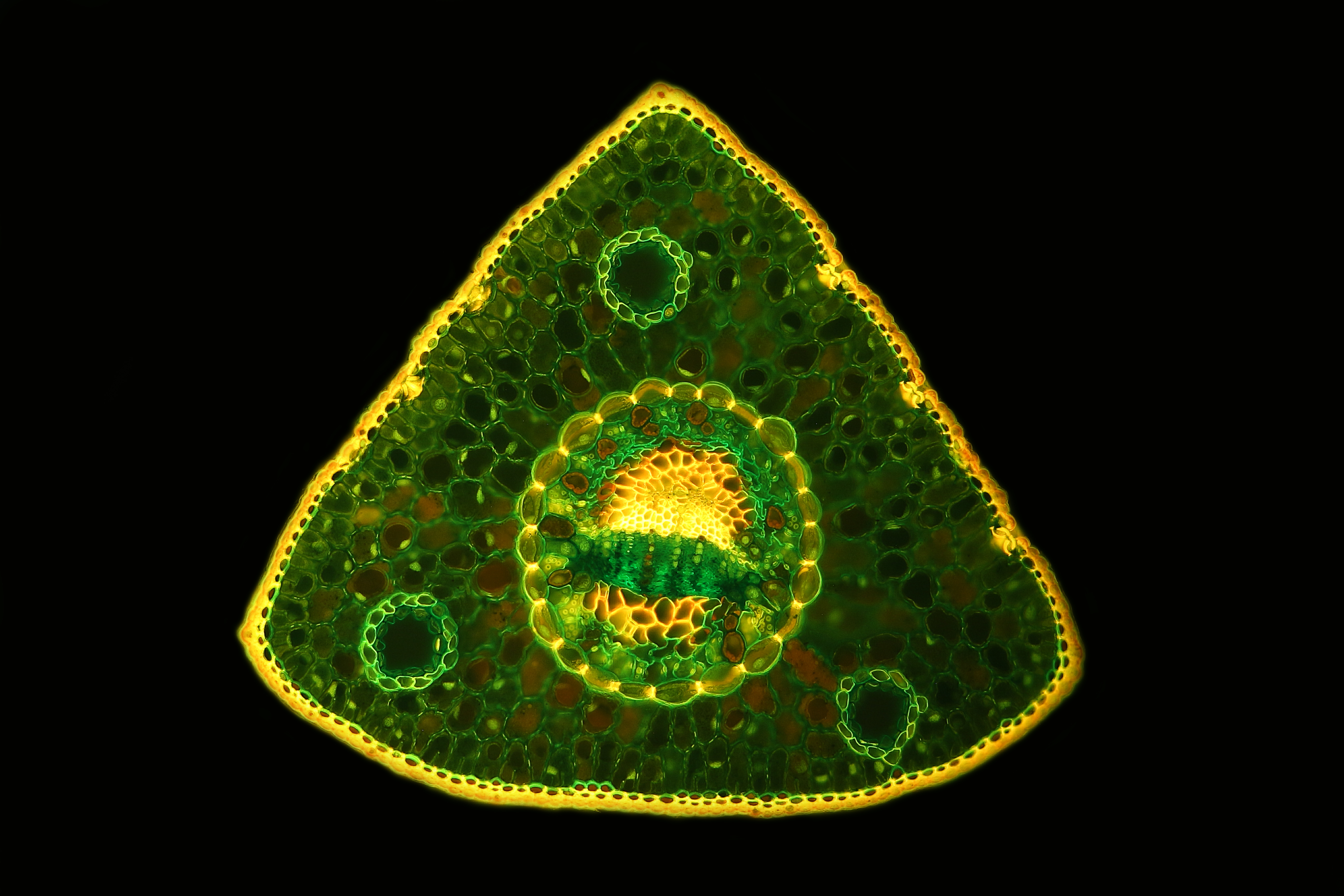
Průřez jehlicí se třemi pryskyřičnými kanálky
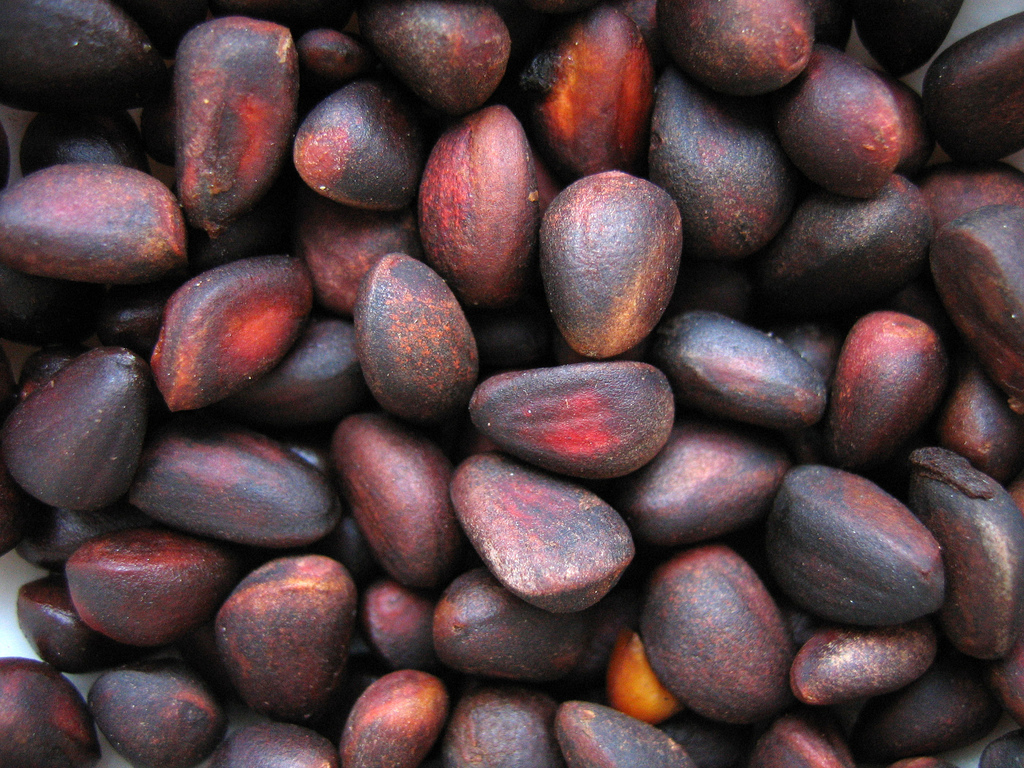
Semena
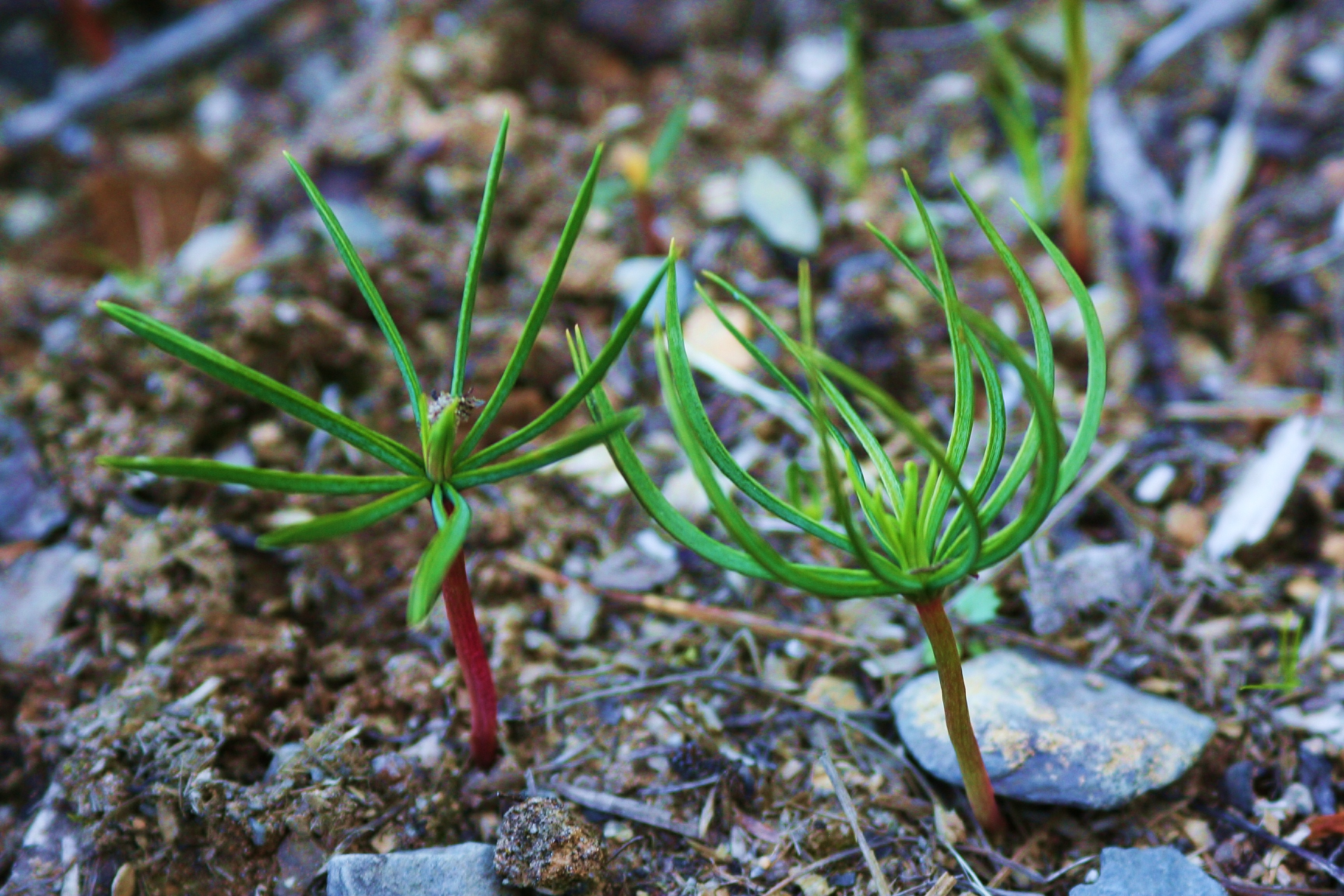
Semenáčky
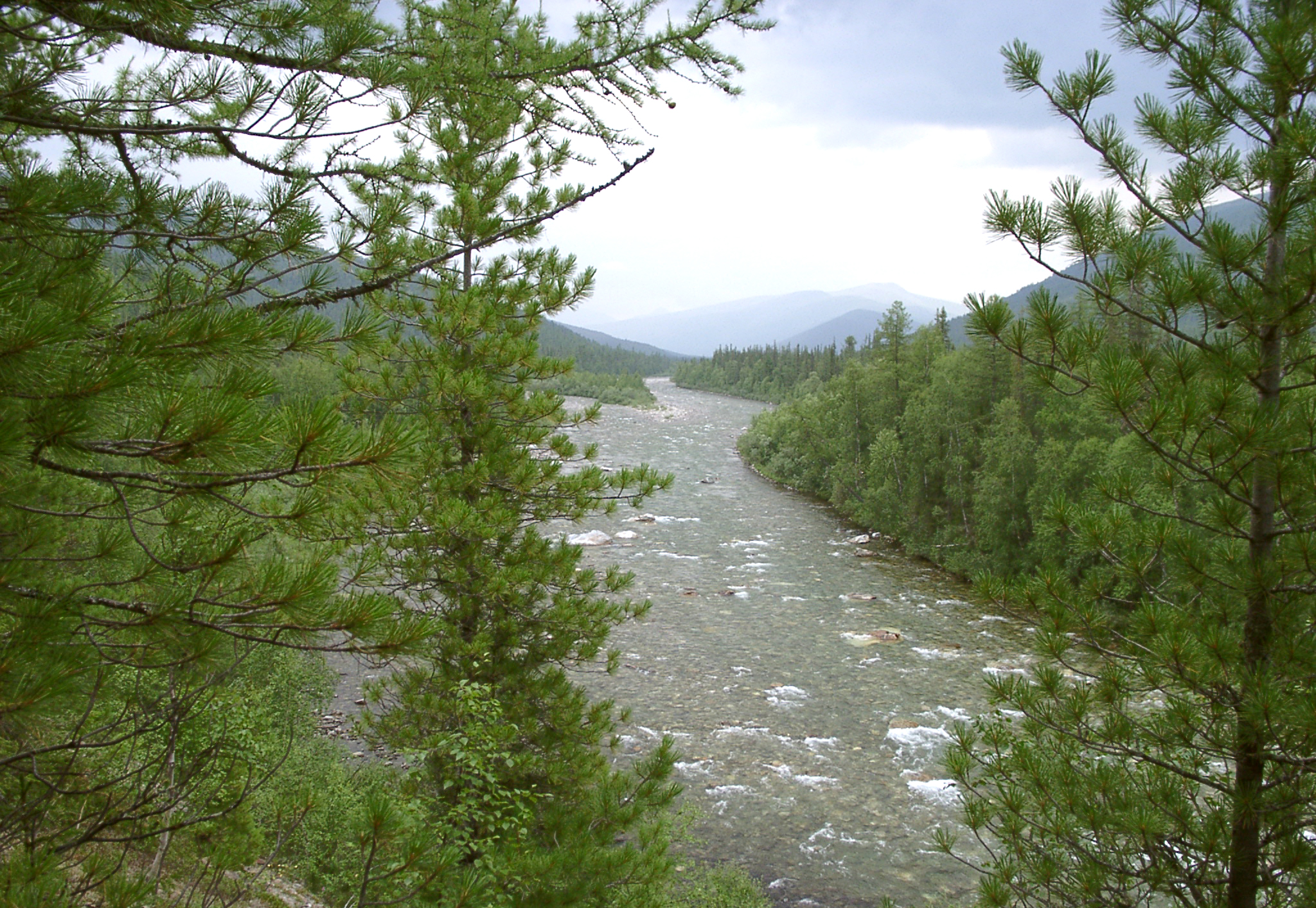
Porost borovice sibiřské v pohoří Ural